# Schistochila vitreocincta
Schistochila vitreocincta là một loài rêu trong họ Schistochilaceae. Loài này được (Herzog) X.-L. He & Glenny mô tả khoa học đầu tiên năm 2010.